# 1912年アメリカ合衆国大統領選挙
1912年アメリカ合衆国大統領選挙（1912ねんアメリカがっしゅうこくだいとうりょうせんきょ、英: United States presidential election, 1912）は、1912年11月5日に行われたアメリカ合衆国大統領選挙（第32回）。3人の有力候補が立ち、そのうち2人は大統領経験者という中で戦われた。
現職大統領ウィリアム・タフトは共和党の保守派の支持で党候補に再指名された。元大統領のセオドア・ルーズベルトは共和党の指名獲得に失敗した後、独自に党員集会を招集し新しく進歩党（渾名はブル・ムース党、革新びいき）を創出した。進歩党がルーズベルトを候補者に指名し、主要州でも他の役職に候補者を擁立した。民主党のウッドロウ・ウィルソンは論争の多かった全国大会の46回目の投票で、ウィリアム・ジェニングス・ブライアンの支持のお陰で候補指名された。ウィルソンは、一般選挙での得票率は42%に過ぎなかったがタフトとルーズベルトを上回り、選挙人選挙では圧倒的な勝利を得た。民主党員が大統領に選ばれたのは1892年から1932年の間ではウィルソンだけである。また1856年から1932年の間でもわずか3人しか選ばれておらず、その3人目だった。この選挙は選挙人選挙で第3の政党候補者が2位に入ったことでは最後のものとなった。

## 背景
1908年の選挙で当時現職のセオドア・ルーズベルトは、大統領が2期を勤めた後は身を引くという長い間続いた伝統に従って再選を求めなかった。後継者としてウィリアム・タフトを指名し、タフトが1908年の選挙に勝利することになった。タフトの任期中に、タフトとルーズベルトの間に亀裂が拡大した。2人は共和党の中で2つの派閥の指導者となり、進歩派は裁判所と敵対し、女性と子供の雇用制限に賛成し、自然保護に賛成し、労働組合により近く、工業製品にかかる関税に反対した。保守派は実業家寄りで司法権の優越性を主張した。タフトは保守派の領袖であり、ルーズベルトは進歩派の指導者だった。1910年までに亀裂は深くなった。

## 候補者の指名

### 共和党の指名
共和党の指名候補者
- ロバート・M・ラフォレット・シニア、ウィスコンシン州選出アメリカ合衆国上院議員
- セオドア・ルーズベルト、元大統領、ニューヨーク州出身
- ウィリアム・タフト、現職大統領、オハイオ州出身

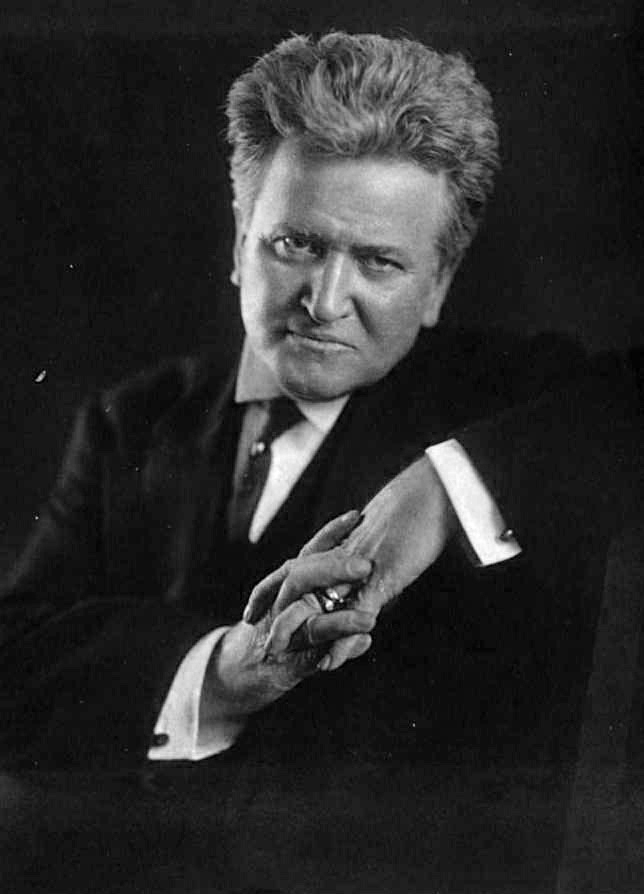
上院議員、ロバート・M・ラフォレット・シニア、ウィスコンシン州出身
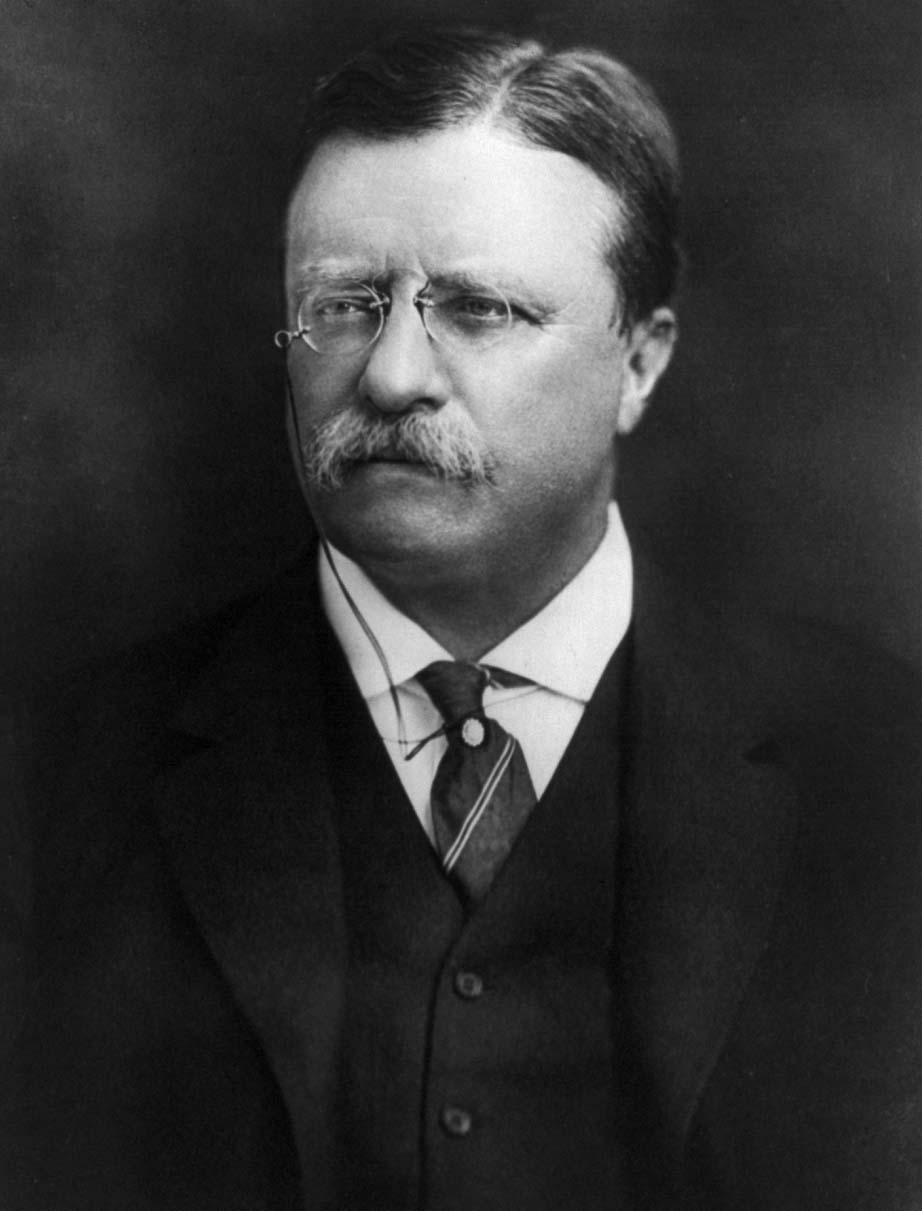
元大統領、セオドア・ルーズベルト、ニューヨーク州出身
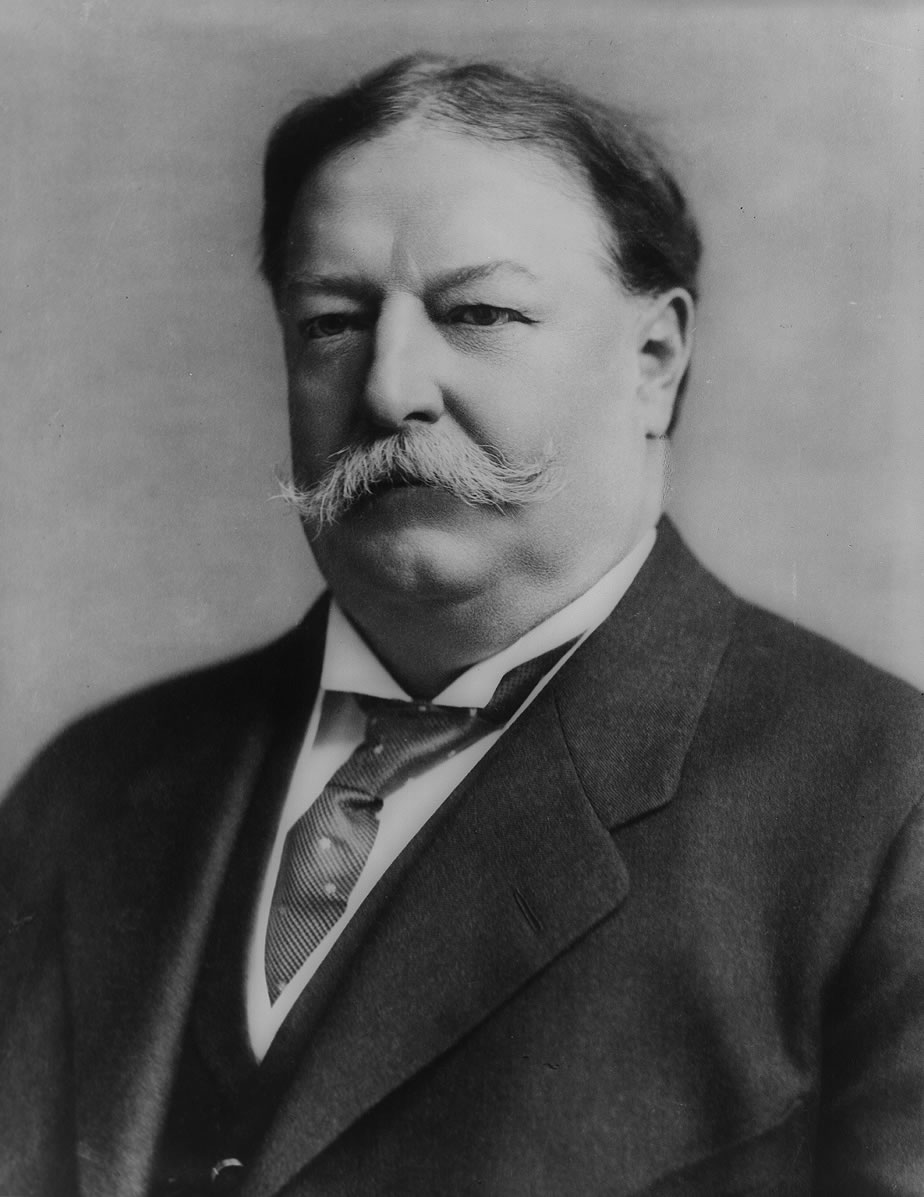
現職大統領、ウィリアム・タフト、オハイオ州出身

全国党員集会への代議員の中には、初めて州毎の予備選で選ばれた者がいた。予備選は、ボスによる政党支配を崩そうと望んだ共和党の進歩派が提唱した。全部で14州が共和党の予備選を実施した。ラフォレットは最初の4州の予備選のうち2州（ノースダコタ州とウィスコンシン州）で勝利し、タフトがその他の2州（ニューヨーク州とネバダ州）を制した。しかし、ルーズベルトは4月9日のイリノイ州での大勝にはじまり、残り10州のうち9州（開催順にイリノイ州、ペンシルベニア州、ネブラスカ州、オレゴン州、メリーランド州、カリフォルニア州、オハイオ州、ニュージャージー州、およびサウスダコタ州）の予備選で勝利し、マサチューセッツ州をタフトに譲っただけだった。

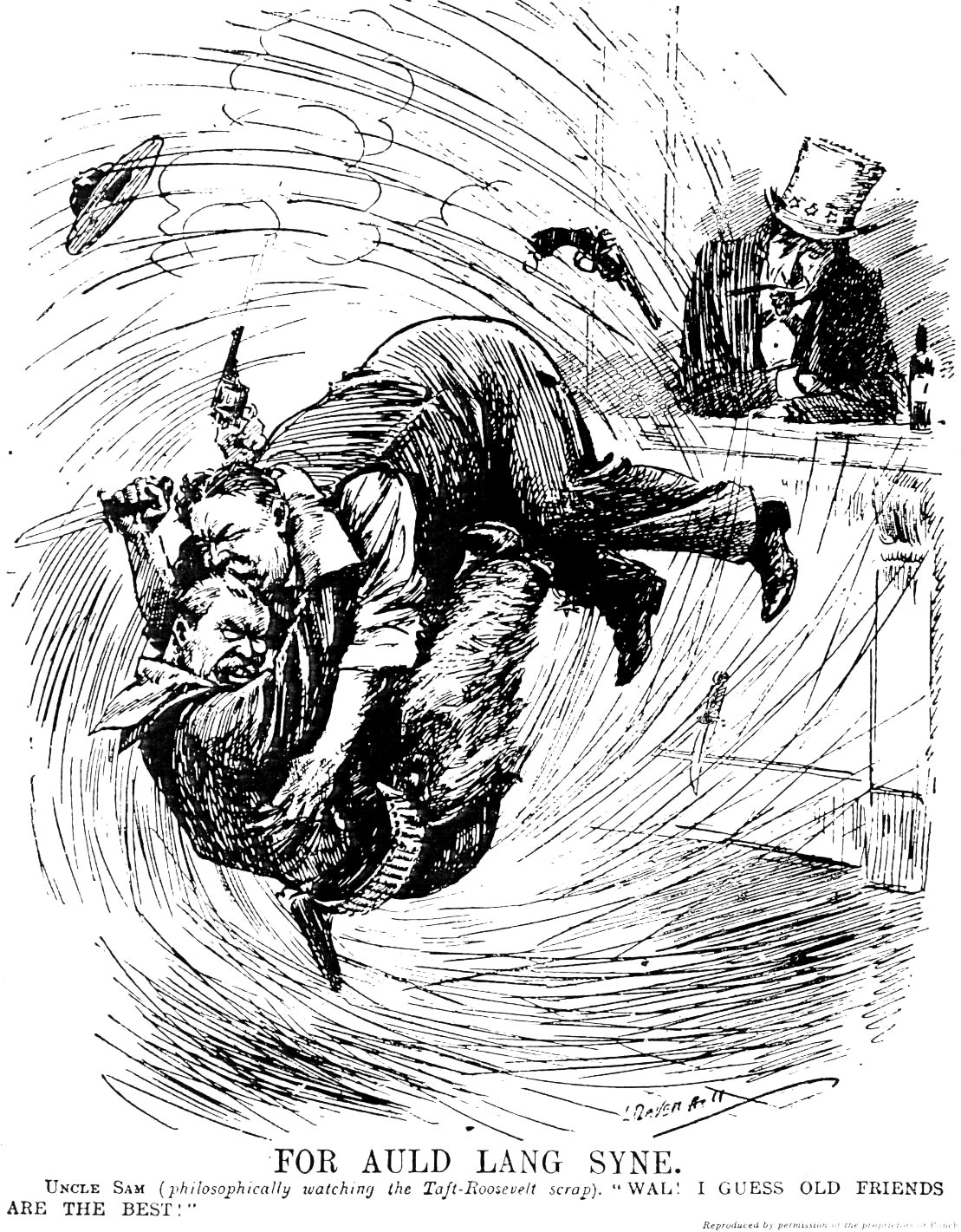
共和党の内紛を描いた風刺画

共和党全国大会は、6月18日から22日にかけてシカゴで開催された。ルーズベルトにとって不運なことに、タフトが早くから代議員の取り込みを始めており、予備選で選ばれた数は少数だった。タフトは南部州の党組織の大半から支持を得ていた。これらの州は1880年以降の各大統領選挙で堅く民主党に投票してきており、ルーズベルトは南部州が共和党の勝利に貢献しないことを理由に代議員の数が4分の1もいることに反対した（実際に元アメリカ連合国の州の代議員は209対40という大差でタフト支持だった）。共和党党員集会が招集されたときに、ルーズベルトは半数近い代議員の信任状に異議を唱えた。しかし、その時点では遅すぎた。代議員達はかってルーズベルトの一番の同調者だったエリフ・ルートを集会の議長に選任した。その後代議員達はアラバマ州、アリゾナ州およびカリフォルニア州のタフト支持代議員団を席に着かせた。これらの州はそれぞれ、597対472、564対497、および542対529と接戦だった。ルーズベルトが予備選で勝っていたカリフォルニア州の票を失ったことで、進歩派の代議員は望みを無くした。彼等はそれに続く点呼投票の大半で「現在」（現職）に投票した。1872年の大統領選挙以降、共和党には大きな分裂は無かった。この時点で民主党は有権者の45%の支持を得ており、分裂は致命的なものだった。党員集会でのルーズベルトの唯一の望みはラフォレットと「タフト阻止」の同盟を作ることだったが、ラフォレットとの仲も疎遠であり同盟はできなかった。
ルーズベルトはタフトや保守派のせいで味わった個人的屈辱に我慢できなくなり、妥協の候補者の可能性も受け入れられず、ひどく打ちのめされた。6月22日の夜、ルーズベルトはその支持者達に党員集会から去ることを求めた。ルーズベルトは、タフト大統領が党内の進歩派から大統領指名を得るために代議員の不正な着席を認めたと主張した。かくして集会議長のルートの支持もあり、タフトの支持者がルーズベルトの支持者を上回った。集会は現職のタフトを大統領候補に、やはり現職のジェームズ・S・シャーマンを副大統領候補に指名した。シャーマンはリチャード・メンター・ジョンソン以来となる候補に再指名された副大統領となった。
| 副大統領候補指名投票      | 副大統領候補指名投票 |
| ------------------------- | -------------------- |
| ジェームズ・S・シャーマン | 596                  |
| ウィリアム・ボーラ        | 21                   |
| チャールズ・メリアム      | 20                   |
| ハーバート・ハドリー      | 14                   |
| アルバート・J・ビバリッジ | 2                    |

### 進歩党の指名

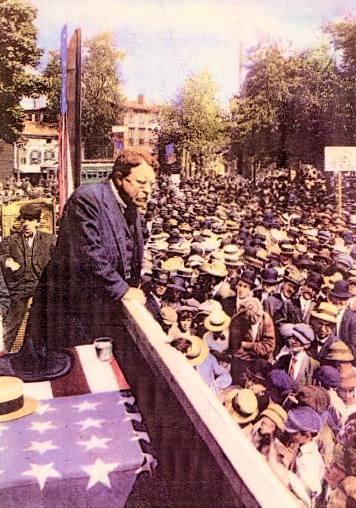
演説するセオドア・ルーズベルト(着色絵葉書)

共和党の進歩派はシカゴで再結集し、国民進歩党の結成を承認した。その夏遅くに正式に発足した時に、新しい進歩党はルーズベルトをその大統領候補に、カリフォルニア州出身のハイラム・ジョンソンを副大統領候補に指名した。ルーズベルトは記者の質問に答えて、「ブル・ムース」のように強く感じると言った。このことから「ブル・ムース党」と呼ばれるようになり、進歩党は連邦規制の増加と通常の人々の福祉保護を公約した。
この党を財政的に支えていたのは、出版者フランク・マンジーと銀行家J.P.モルガンとインターナショナル・ハーベスターの役員だったジョージ・パーキンスであり、パーキンスは事務総長として反トラスト綱領を潰したことでルーズベルトこそ真のトラスト破りだと考える改革派の支持の離反を招くこととなった。

### 民主党の指名
民主党の指名候補者
- シメオン・エベン・ボールドウィン、コネチカット州知事
- ウィリアム・ジェニングス・ブライアン、1896、1900年および1908年の候補者、ネブラスカ州出身
- チャンプ・クラーク、下院議長、ミズーリ州出身
- ユージーン・フォス、マサチューセッツ州知事
- ジャドソン・ハーモン、オハイオ州知事
- ウィリアム・J・ゲイナー、ニューヨーク市長
- オリー・M・ジェイムズ、ケンタッキー州選出アメリカ合衆国下院議員
- ジョン・W・カーン、インディアナ州選出アメリカ合衆国上院議員
- J・ハミルトン・ルイス、元、イリノイ州選出アメリカ合衆国下院議員
- トーマス・R・マーシャル、インディアナ州知事
- ウィリアム・スルザー、ニューヨーク州選出アメリカ合衆国下院議員
- オスカー・W・アンダーウッド、アラバマ州選出アメリカ合衆国下院議員、下院多数党院内総務
- ウッドロウ・ウィルソン、ニュージャージー州知事

民主党全国大会は、6月25日から7月2日にかけてボルティモアで開催された。長い膠着の後、元大統領候補ブライアンが、ミズーリ州出身の下院議長チャンプ・クラークを破るためにウッドロウ・ウィルソンの支持を表明した。クラークは過半数の票を得ていたが、「3分の2規則」とブライアンやその他からの厳しい反対のために、その支持が薄れていった。ウィルソンは46回目の投票で指名を勝ち得た。副大統領候補にはトーマス・R・マーシャルが選ばれた。

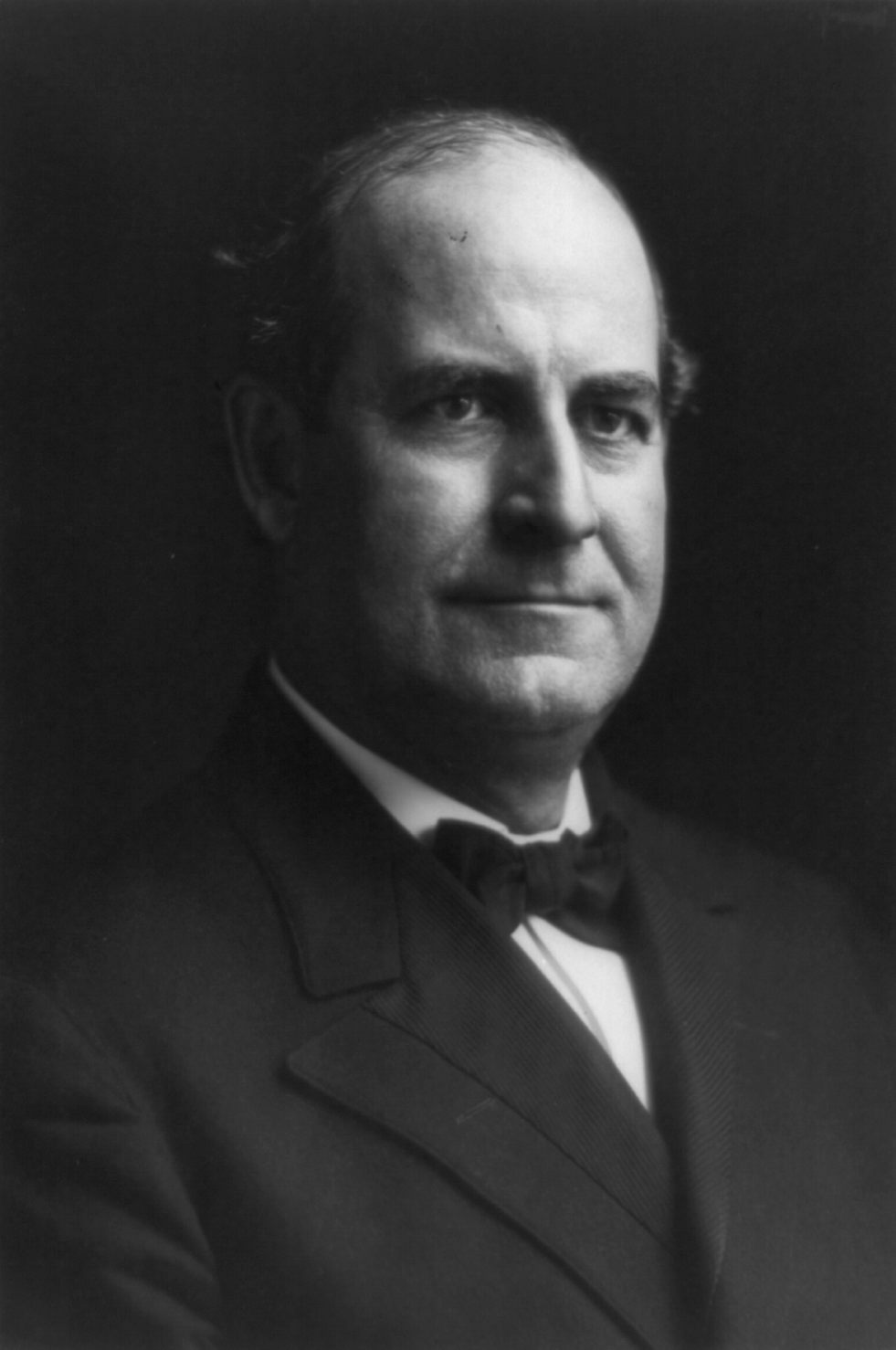
1896、1900年および1908年の候補者、ウィリアム・ジェニングス・ブライアン、ネブラスカ州出身
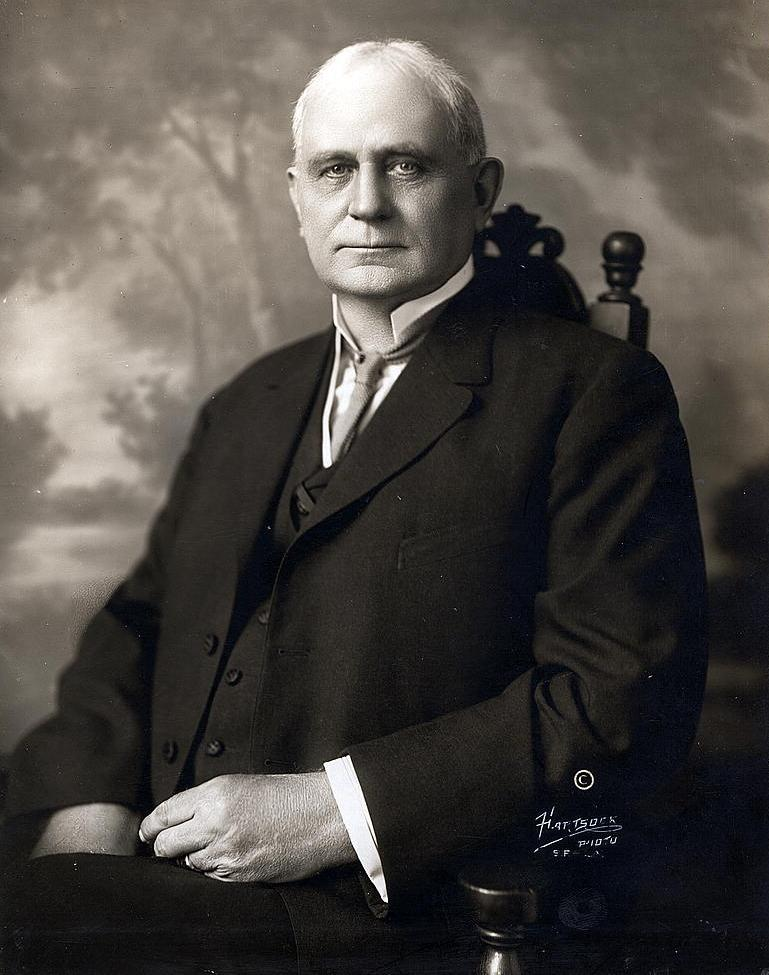
下院議長、チャンプ・クラーク、ミズーリ州出身
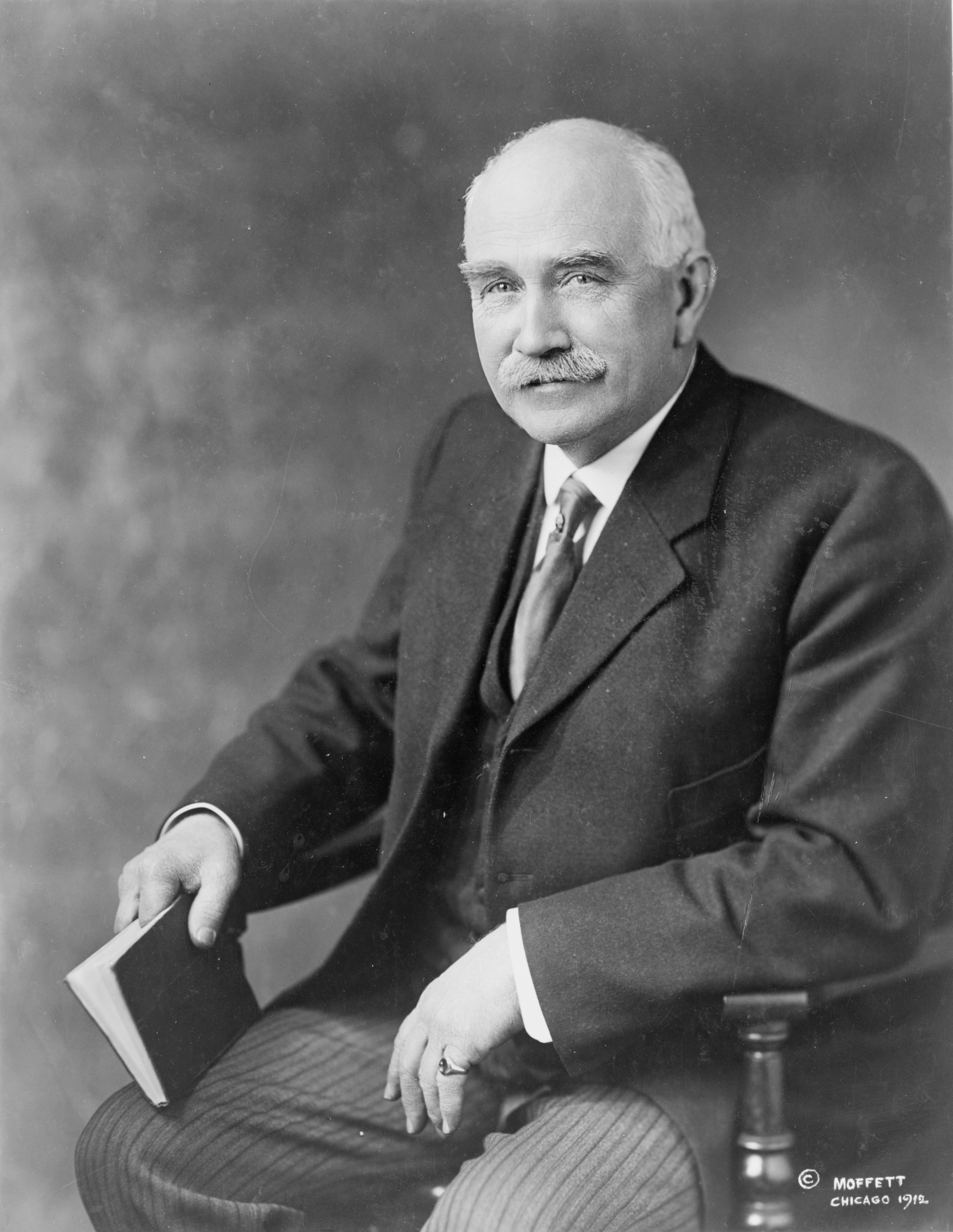
オハイオ州知事、ジャドソン・ハーモン
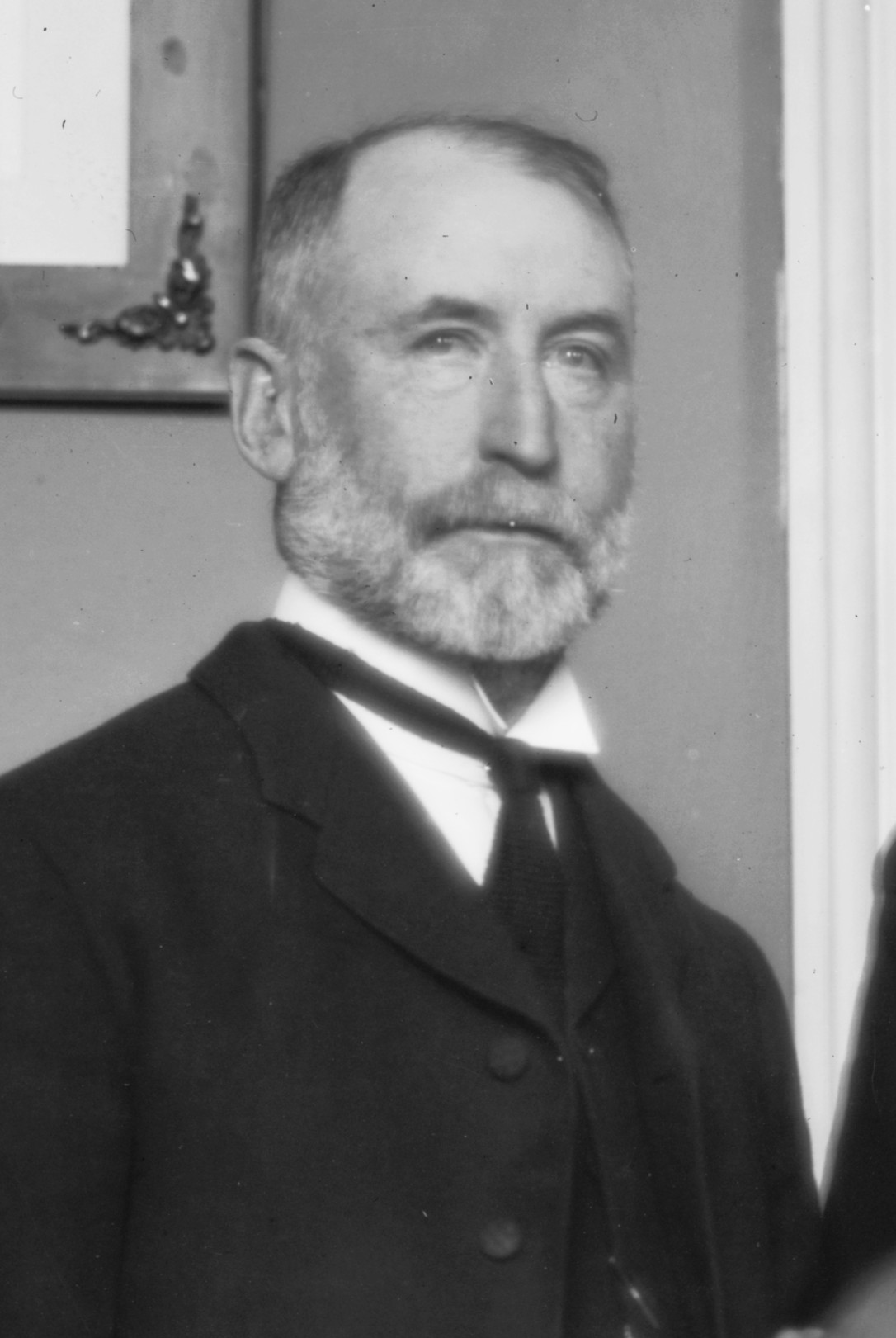
ニューヨーク市長、ウィリアム・J・ゲイナー
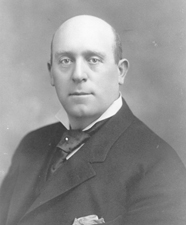
下院議員、オリー・M・ジェイムズ、ケンタッキー州出身
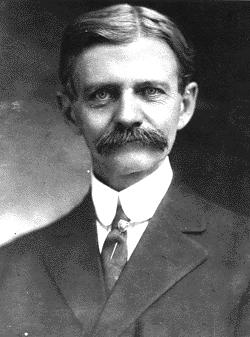
インディアナ州知事、トーマス・R・マーシャル
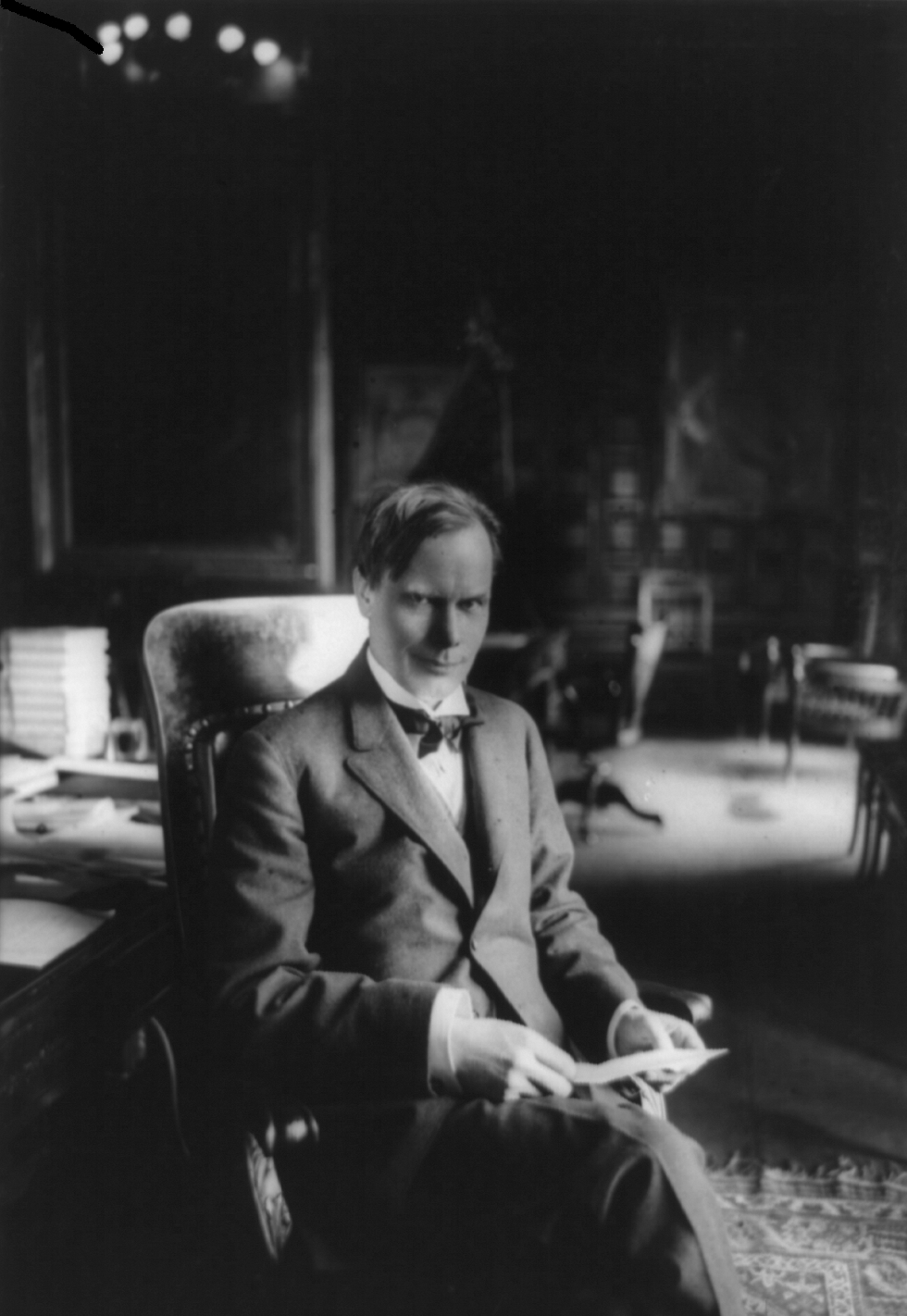
下院議員、ウィリアム・スルザー、ニューヨーク州出身
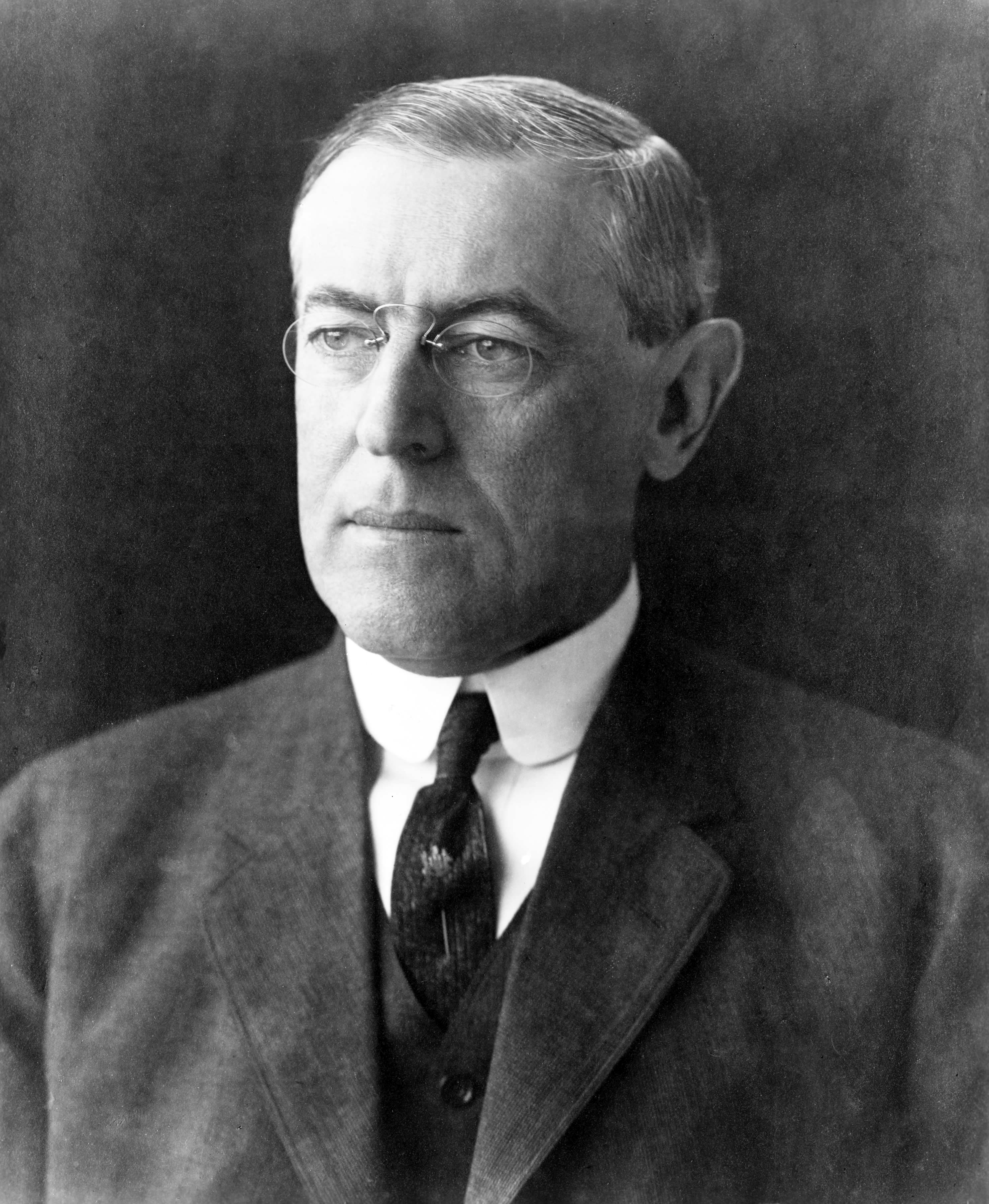
ニュージャージー州知事、ウッドロウ・ウィルソン

### 社会党の指名

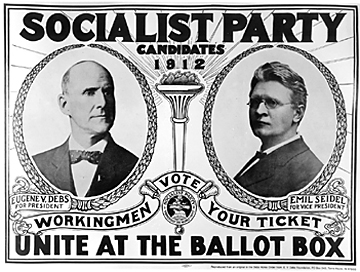
ユージン・V・デブスの得票率6%は、社会党としての最高記録となった。

アメリカ社会党は工業都市に地盤を置く地方政党の高度の党派連衡であり、通常はドイツ人やフィンランド人など少数民族社会に根を下ろしていた。以前の人民党の支持基盤である西部の田舎や鉱業地域、特にオクラホマ州にも支持者がいた。1912年までに、党は33の州と160の都市、特に中西部に1000人以上の選出された役職者がいると主張した。ユージン・V・デブスは1900年、1904年および1908年にも大統領選挙に出ており、特に地方の動きを奨励するために1912年も再度出馬した。
ミルウォーキーのビクター・バーガーが率いる保守派は、能率を重んじる改革を奨励し、汚職の終結を訴えたので、「ガスと水の社会主義」という渾名が付いた。その対抗者は資本主義の転覆を欲する急進派であり、労働組合に浸透し、世界産業労働組合（the Wobblies）との協力を求めた。少数の例外を除いて党は地方の労働組合と弱いかあるいは存在しない結び付きしかなかった。移民が1つの問題であり、急進派は移民を資本主義に対する党争の飼い葉と見ており、一方保守派は移民が賃金率を下げ、あまりに多くの都市資源を吸収していると苦情を言った。これらの問題の多くが1910年に社会党の第1回全国評議会で議論され、1912年のインディアナポリスで開催された党員集会でも再度議論された。1912年の時、実行委員会にビル・ヘイウッドを送り込み、西部のウォブリーに激励を送り、さらに産業別労働組合に賛成すると考えられる決議によって緒戦を制した。保守派は産業サボタージュや無政府主義（すなわち世界産業労働組合）を支持し、アメリカの選挙への参加を拒む社会主義者を追放する党憲法修正案で反撃した。結局、監獄の協調的組織、健康保険局、上院と大統領拒否権の廃止、および民主党が提唱する進歩的改革の一覧表を要求する保守的綱領を採択した。デブスは集会に出席せず、いつの日か共通の目標が見出されるという期待で、バラバラな集団を繋ぎとめておくことがその使命と見ていた。党は非常に派閥抗争が激しく統一を必要とする国政選挙を生き残れず、1912年選挙の後で解体した。

## 一般選挙

### 選挙運動
1912年大統領選挙の運動は激しい争いになった。共和党が分裂したので、ウィルソンは11月5日の投票時点で手際よく選挙を制した。それでもルーズベルトはウィルソンに多くの問題を突きつけた。ルーズベルトが選挙に出ていなかったらウィルソンがタフトを破ったかどうかは疑わしいものである。多くのルーズベルト支持者は、疑いも無くウィルソンよりもタフトの方を好んだであろう。1912年の選挙は進歩主義政策の高潮点と考えられている。ルーズベルトとウィルソンの間の対戦だけでも、多くの保守派がウィルソンを好んだと考えられるので、ウィルソンが勝利したかもしれない。ウィルソンは民主党と進歩派の基盤の多くを勝ち取ったことであろう。
社会党はほとんど金がなく、デブスの選挙費用はわずか66,000ドルだった。これは、350万部の小冊子と地方の集団によって組織された集会への旅行費用だった。その最大の催しはニューヨーク市で15,000人を集めた演説会だった。群集は『ラ・マルセイエーズ』と『インターナショナル』を歌い、副大統領候補のエミル・ザイデルは、「ほんの1年前、労働者達は腐った野菜や卵を我々に投げつけたが、今は全てが違う。...卵は高価過ぎる。いつの日かこの国のことを取り仕切る偉大な巨人がこの国に育ちつつある。彼は今は巨人ではないが、急速に成長する。この小さな巨人の名前は社会主義である。」と豪語した。デブスは社会主義者だけが労働者の代表になれると言った。彼は「禁止命令のビル・タフト」を非難し、ルーズベルトは「ペテン師、詐欺師およびかたりであり、その進歩的公約と誓約は低くまた全く原則の無い利己主義者と煽動政治家のホラ話」と冷笑した。デブスは、民主党、進歩党、および共和党は皆トラストで資金を稼いでいると言った。その言葉を載せた党の機関紙は、英語で5紙、その他の言語で8紙の日刊紙と英語で262誌、その他の言語で36誌の週刊誌であった。しかし、労働組合の運動は大部分がデブスを拒否し、ウィルソンを支持した。
ルーズベルトは進歩党として活発な全国選挙運動を遂行し、共和党の指名は「盗まれた」と非難した。「新民族主義」の説明書でその改革をまとめ、経済を規制する時の強い連邦政府の役割と、特に非進歩的な判決を下す連邦と州の判事達を監視し、間違った協調を非難し、その判決を撤回することを訴えて回った。ウィルソンは偶々「新自由主義」と呼ばれる政策を支持することになった。この政策は強い政府の代わりに個人主義に多くを基づかせるものだった。タフトは、勝利のチャンスが無いことを察知し、運動は静かなものとなり、判事は選挙で選ばれた役人よりももっと強力である必要性を訴えた。より極端な進歩主義とは分かれて、保守派が共和党をよりしっかりと支配するようにし、特に反トラストと関税の問題について、保守派指導者の多くが自分達の感覚に対してタフトが進歩的過ぎると不信を抱くくらいだった。共和党の動きの大半はルーズベルトを危険な急進派として信用を落とすことに向けられたが、大衆はルーズベルトがその議論に十分買って出られることを知っていた。その結果共和党はアメリカ史上最も手痛い敗北を喫することとなり、逆にルーズベルトの進歩党は20世紀において唯一二大政党よりも多くの票を獲得することとなった。一般選挙でタフトは23%の得票率だったのに対しルーズベルトは27%を得、タフトはわずか8票しか選挙人票を得られず再選を求めた大統領としては最悪の結果になった。ルーズベルトも大統領への返り咲きはならなかったものの、タフトに対い一矢報いることにはなった。
現職副大統領のジェームズ・S・シャーマンが1912年10月30日一般投票まで1週間もないときに在職のまま死去し、共和党は急遽後継の副大統領候補としてコロンビア大学学長のニコラス・バトラーを選出した。バトラーは、シャーマンに投票されるはずだったユタ州とバーモント州の選挙人票8票を獲得している。

### 結果
この選挙には、その年早くにアリゾナ州とニューメキシコ州が州昇格を果たしたので、48州が参加した。
| 大統領候補者 出身州                      | 党               | 得票数     | 得票率     | 選挙人得票数 | 副大統領候補者 出身州                  | 選挙人得票数 |
| ---------------------------------------- | ---------------- | ---------- | ---------- | ------------ | -------------------------------------- | ------------ |
| ウッドロウ・ウィルソン ニュージャージー  | 民主党           | 6,296,284  | 41.8%      | 435          | トーマス・R・マーシャル インディアナ州 | 435          |
| セオドア・ルーズベルト ニューヨーク州    | 進歩党           | 4,122,721  | 27.4%      | 88           | ハイラム・ジョンソン カリフォルニア州  | 88           |
| ウィリアム・タフト オハイオ州            | 共和党           | 3,486,242  | 23.2%      | 8            | ニコラス・バトラー ニューヨーク州      | 8            |
| ユージーン・デブス インディアナ州        | アメリカ社会党   | 901,551    | 6.0%       | 0            | エミル・ザイデル ウィスコンシン州      | 0            |
| ユージン・W・チャフィン イリノイ州       | 禁酒党           | 208,156    | 1.4%       | 0            | アーロン・S・ワトキンス オハイオ州     | 0            |
| アーサー・E・ライマー マサチューセッツ州 | 社会主義労働者党 | 29,324     | 0.2%       | 0            | オーガスト・ジルハウス ニューヨーク州  | 0            |
| その他                                   | -                | 4,556      | 0.0%       | 0            | -                                      | 0            |
| 合計                                     | 合計             | 15,048,834 | 100%       | 531          | -                                      | 531          |
| 選出必要数                               | 選出必要数       | 選出必要数 | 選出必要数 | 266          | -                                      | 266          |

### 州ごとの結果
| ウィルソン/マーシャルが勝利した州   |
| ルーズベルト/ジョンソンが勝利した州 |
| タフト/バトラーが勝利した州         |

|                      |          | ウッドロウ・ウィルソン 民主党 | ウッドロウ・ウィルソン 民主党 | ウッドロウ・ウィルソン 民主党 | セオドア・ルーズベルト 進歩党 | セオドア・ルーズベルト 進歩党 | セオドア・ルーズベルト 進歩党 | ウィリアム・タフト 共和党 | ウィリアム・タフト 共和党 | ウィリアム・タフト 共和党 | ユージン・V・デブス アメリカ社会党 | ユージン・V・デブス アメリカ社会党 | ユージン・V・デブス アメリカ社会党 | ユージン・チャフィン 禁酒党 | ユージン・チャフィン 禁酒党 | ユージン・チャフィン 禁酒党 | アーサー・ライマー 社会主義労働者党 | アーサー・ライマー 社会主義労働者党 | アーサー・ライマー 社会主義労働者党 | 票差      | 票差   | 州計       | 州計 |
| 州                   | 選挙人数 | #                             | %                             | 選挙人数                      | #                             | %                             | 選挙人数                      | #                         | %                         | 選挙人数                  | #                                  | %                                  | 選挙人数                           | #                           | %                           | 選挙人数                    | #                                   | %                                   | 選挙人数                            | #         | %      | #          |      |
| -------------------- | -------- | ----------------------------- | ----------------------------- | ----------------------------- | ----------------------------- | ----------------------------- | ----------------------------- | ------------------------- | ------------------------- | ------------------------- | ---------------------------------- | ---------------------------------- | ---------------------------------- | --------------------------- | --------------------------- | --------------------------- | ----------------------------------- | ----------------------------------- | ----------------------------------- | --------- | ------ | ---------- | ---- |
| アラバマ州           | 12       | 82,438                        | 69.89                         | 12                            | 22,680                        | 19.23                         | -                             | 9,807                     | 8.31                      | -                         | 3,029                              | 2.57                               | -                                  | -                           | -                           | -                           | -                                   | -                                   | -                                   | 59,758    | 50.66  | 117,959    | AL   |
| アリゾナ州           | 3        | 10,324                        | 43.52                         | 3                             | 6,949                         | 29.29                         | -                             | 3,021                     | 12.74                     | -                         | 3,163                              | 13.33                              | -                                  | 265                         | 1.12                        | -                           | -                                   | -                                   | -                                   | 3,375     | 14.23  | 23,722     | AZ   |
| アーカンソー州       | 9        | 68,814                        | 55.01                         | 9                             | 21,644                        | 17.30                         | -                             | 25,585                    | 20.45                     | -                         | 8,153                              | 6.52                               | -                                  | 908                         | 0.73                        | -                           | -                                   | -                                   | -                                   | 43,229    | 34.55  | 125,104    | AR   |
| カリフォルニア州     | 13       | 283,436                       | 41.81                         | 2                             | 283,610                       | 41.83                         | 11                            | 3,914                     | 0.58                      | -                         | 79,201                             | 11.68                              | -                                  | 23,366                      | 3.45                        | -                           | -                                   | -                                   | -                                   | -174      | -0.03  | 677,944    | CA   |
| コロラド州           | 6        | 114,232                       | 42.80                         | 6                             | 72,306                        | 27.09                         | -                             | 58,386                    | 21.88                     | -                         | 16,418                             | 6.15                               | -                                  | 5,063                       | 1.90                        | -                           | 475                                 | 0.18                                | -                                   | 41,926    | 15.71  | 266,880    | CO   |
| コネチカット州       | 7        | 74,561                        | 39.16                         | 7                             | 34,129                        | 17.92                         | -                             | 68,324                    | 35.88                     | -                         | 10,056                             | 5.28                               | -                                  | 2,068                       | 1.09                        | -                           | 1,260                               | 0.66                                | -                                   | 6,237     | 3.28   | 190,404    | CT   |
| デラウェア州         | 3        | 22,631                        | 46.48                         | 3                             | 8,886                         | 18.25                         | -                             | 15,998                    | 32.85                     | -                         | 556                                | 1.14                               | -                                  | 623                         | 1.28                        | -                           | -                                   | -                                   | -                                   | 6,633     | 13.62  | 48,694     | DE   |
| フロリダ州           | 6        | 35,343                        | 69.52                         | 6                             | 4,555                         | 8.96                          | -                             | 4,279                     | 8.42                      | -                         | 4,806                              | 9.45                               | -                                  | 1,854                       | 3.65                        | -                           | -                                   | -                                   | -                                   | 30,537    | 60.07  | 50,837     | FL   |
| ジョージア州         | 14       | 93,087                        | 76.63                         | 14                            | 21,985                        | 18.10                         | -                             | 5,191                     | 4.27                      | -                         | 1,058                              | 0.87                               | -                                  | 149                         | 0.12                        | -                           | -                                   | -                                   | -                                   | 71,102    | 58.53  | 121,470    | GA   |
| アイダホ州           | 4        | 33,921                        | 32.08                         | 4                             | 25,527                        | 24.14                         | -                             | 32,810                    | 31.02                     | -                         | 11,960                             | 11.31                              | -                                  | 1,536                       | 1.45                        | -                           | -                                   | -                                   | -                                   | 1,111     | 1.05   | 105,754    | ID   |
| イリノイ州           | 29       | 405,048                       | 35.34                         | 29                            | 386,478                       | 33.72                         | -                             | 253,593                   | 22.13                     | -                         | 81,278                             | 7.09                               | -                                  | 15,710                      | 1.37                        | -                           | 4,066                               | 0.35                                | -                                   | 18,570    | 1.62   | 1,146,173  | IL   |
| インディアナ州       | 15       | 281,890                       | 43.07                         | 15                            | 162,007                       | 24.75                         | -                             | 151,267                   | 23.11                     | -                         | 36,931                             | 5.64                               | -                                  | 19,249                      | 2.94                        | -                           | 3,130                               | 0.48                                | -                                   | 119,883   | 18.32  | 654,474    | IN   |
| アイオワ州           | 13       | 185,325                       | 37.64                         | 13                            | 161,819                       | 32.87                         | -                             | 119,805                   | 24.33                     | -                         | 16,967                             | 3.45                               | -                                  | 8,440                       | 1.71                        | -                           | -                                   | -                                   | -                                   | 23,506    | 4.77   | 492,356    | IA   |
| カンザス州           | 10       | 143,663                       | 39.30                         | 10                            | 120,210                       | 32.88                         | -                             | 74,845                    | 20.47                     | -                         | 26,779                             | 7.33                               | -                                  | -                           | -                           | -                           | -                                   | -                                   | -                                   | 23,453    | 6.42   | 365,560    | KS   |
| ケンタッキー州       | 13       | 219,484                       | 48.48                         | 13                            | 101,766                       | 22.48                         | -                             | 115,510                   | 25.52                     | -                         | 11,646                             | 2.57                               | -                                  | 3,253                       | 0.72                        | -                           | 1,055                               | 0.23                                | -                                   | 103,974   | 22.97  | 452,714    | KY   |
| ルイジアナ州         | 10       | 60,871                        | 76.81                         | 10                            | 9,283                         | 11.71                         | -                             | 3,833                     | 4.84                      | -                         | 5,261                              | 6.64                               | -                                  | -                           | -                           | -                           | -                                   | -                                   | -                                   | 51,588    | 65.10  | 79,248     | LA   |
| メイン州             | 6        | 51,113                        | 39.43                         | 6                             | 48,495                        | 37.41                         | -                             | 26,545                    | 20.48                     | -                         | 2,541                              | 1.96                               | -                                  | 946                         | 0.73                        | -                           | -                                   | -                                   | -                                   | 2,618     | 2.02   | 129,640    | ME   |
| メリーランド州       | 8        | 112,674                       | 48.57                         | 8                             | 57,789                        | 24.91                         | -                             | 54,956                    | 23.69                     | -                         | 3,996                              | 1.72                               | -                                  | 2,244                       | 0.97                        | -                           | 322                                 | 0.14                                | -                                   | 54,885    | 23.66  | 231,981    | MD   |
| マサチューセッツ州   | 18       | 173,408                       | 35.53                         | 18                            | 142,228                       | 29.14                         | -                             | 155,948                   | 31.95                     | -                         | 12,616                             | 2.58                               | -                                  | 2,754                       | 0.56                        | -                           | 1,102                               | 0.23                                | -                                   | 17,460    | 3.58   | 488,057    | MA   |
| ミシガン州           | 15       | 150,751                       | 27.36                         | -                             | 214,584                       | 38.95                         | 15                            | 152,244                   | 27.63                     | -                         | 23,211                             | 4.21                               | -                                  | 8,934                       | 1.62                        | -                           | 1,252                               | 0.23                                | -                                   | -62,340   | -11.31 | 550,976    | MI   |
| ミネソタ州           | 12       | 106,426                       | 31.84                         | -                             | 125,856                       | 37.66                         | 12                            | 64,334                    | 19.25                     | -                         | 27,505                             | 8.23                               | -                                  | 7,886                       | 2.36                        | -                           | 2,212                               | 0.66                                | -                                   | -19,430   | -5.81  | 334,219    | MN   |
| ミシシッピ州         | 10       | 57,324                        | 88.90                         | 10                            | 3,549                         | 5.50                          | -                             | 1,560                     | 2.42                      | -                         | 2,050                              | 3.18                               | -                                  | -                           | -                           | -                           | -                                   | -                                   | -                                   | 53,775    | 83.39  | 64,483     | MS   |
| ミズーリ州           | 18       | 330,746                       | 47.35                         | 18                            | 124,375                       | 17.80                         | -                             | 207,821                   | 29.75                     | -                         | 28,466                             | 4.07                               | -                                  | 5,380                       | 0.77                        | -                           | 1,778                               | 0.25                                | -                                   | 122,925   | 17.60  | 698,566    | MO   |
| モンタナ州           | 4        | 27,941                        | 35.00                         | 4                             | 22,456                        | 28.13                         | -                             | 18,512                    | 23.19                     | -                         | 10,885                             | 13.64                              | -                                  | 32                          | 0.04                        | -                           | -                                   | -                                   | -                                   | 5,485     | 6.87   | 79,826     | MT   |
| ネブラスカ州         | 8        | 109,008                       | 43.69                         | 8                             | 72,681                        | 29.13                         | -                             | 54,226                    | 21.74                     | -                         | 10,185                             | 4.08                               | -                                  | 3,383                       | 1.36                        | -                           | -                                   | -                                   | -                                   | 36,327    | 14.56  | 249,483    | NE   |
| ネバダ州             | 3        | 7,986                         | 39.70                         | 3                             | 5,620                         | 27.94                         | -                             | 3,196                     | 15.89                     | -                         | 3,313                              | 16.47                              | -                                  | -                           | -                           | -                           | -                                   | -                                   | -                                   | 2,366     | 11.76  | 20,115     | NV   |
| ニューハンプシャー州 | 4        | 34,724                        | 39.48                         | 4                             | 17,794                        | 20.23                         | -                             | 32,927                    | 37.43                     | -                         | 1,981                              | 2.25                               | -                                  | 535                         | 0.61                        | -                           | -                                   | -                                   | -                                   | 1,797     | 2.04   | 87,961     | NH   |
| ニュージャージー州   | 14       | 178,289                       | 41.20                         | 14                            | 145,410                       | 33.60                         | -                             | 88,835                    | 20.53                     | -                         | 15,948                             | 3.69                               | -                                  | 2,936                       | 0.68                        | -                           | 1,321                               | 0.31                                | -                                   | 32,879    | 7.60   | 432,739    | NJ   |
| ニューメキシコ州     | 3        | 20,437                        | 41.39                         | 3                             | 8,347                         | 16.90                         | -                             | 17,733                    | 35.91                     | -                         | 2,859                              | 5.79                               | -                                  | -                           | -                           | -                           | -                                   | -                                   | -                                   | 2,704     | 5.48   | 49,376     | NM   |
| ニューヨーク州       | 45       | 655,573                       | 41.27                         | 45                            | 390,093                       | 24.56                         | -                             | 455,487                   | 28.68                     | -                         | 63,434                             | 3.99                               | -                                  | 19,455                      | 1.22                        | -                           | 4,273                               | 0.27                                | -                                   | 200,086   | 12.60  | 1,588,315  | NY   |
| ノースカロライナ州   | 12       | 144,407                       | 59.24                         | 12                            | 69,135                        | 28.36                         | -                             | 29,129                    | 11.95                     | -                         | 987                                | 0.40                               | -                                  | 118                         | 0.05                        | -                           | -                                   | -                                   | -                                   | 75,272    | 30.88  | 243,776    | NC   |
| ノースダコタ州       | 5        | 29,555                        | 34.14                         | 5                             | 25,726                        | 29.71                         | -                             | 23,090                    | 26.67                     | -                         | 6,966                              | 8.05                               | -                                  | 1,243                       | 1.44                        | -                           | -                                   | -                                   | -                                   | 3,829     | 4.42   | 86,580     | ND   |
| オハイオ州           | 24       | 424,834                       | 40.96                         | 24                            | 229,807                       | 22.16                         | -                             | 278,168                   | 26.82                     | -                         | 90,144                             | 8.69                               | -                                  | 11,511                      | 1.11                        | -                           | 2,630                               | 0.25                                | -                                   | 146,666   | 14.14  | 1,037,094  | OH   |
| オクラホマ州         | 10       | 119,156                       | 46.95                         | 10                            | -                             | -                             | -                             | 90,786                    | 35.77                     | -                         | 41,674                             | 16.42                              | -                                  | 2,185                       | 0.86                        | -                           | -                                   | -                                   | -                                   | 28,370    | 11.18  | 253,801    | OK   |
| オレゴン州           | 5        | 47,064                        | 34.34                         | 5                             | 37,600                        | 27.44                         | -                             | 34,673                    | 25.30                     | -                         | 13,343                             | 9.74                               | -                                  | 4,360                       | 3.18                        | -                           | -                                   | -                                   | -                                   | 9,464     | 6.91   | 137,040    | OR   |
| ペンシルベニア州     | 38       | 395,637                       | 32.49                         | -                             | 444,894                       | 36.53                         | 38                            | 273,360                   | 22.45                     | -                         | 83,614                             | 6.87                               | -                                  | 19,525                      | 1.60                        | -                           | 706                                 | 0.06                                | -                                   | -49,257   | -4.04  | 1,217,736  | PA   |
| ロードアイランド州   | 5        | 30,412                        | 39.04                         | 5                             | 16,878                        | 21.67                         | -                             | 27,703                    | 35.56                     | -                         | 2,049                              | 2.63                               | -                                  | 616                         | 0.79                        | -                           | 236                                 | 0.30                                | -                                   | 2,709     | 3.48   | 77,894     | RI   |
| サウスカロライナ州   | 9        | 48,357                        | 95.94                         | 9                             | 1,293                         | 2.57                          | -                             | 536                       | 1.06                      | -                         | 164                                | 0.33                               | -                                  | -                           | -                           | -                           | -                                   | -                                   | -                                   | 47,064    | 93.37  | 50,405     | SC   |
| サウスダコタ州       | 5        | 48,942                        | 42.07                         | -                             | 58,811                        | 50.56                         | 5                             | -                         | -                         | -                         | 4,662                              | 4.01                               | -                                  | 3,910                       | 3.36                        | -                           | -                                   | -                                   | -                                   | -9,869    | -8.48  | 116,325    | SD   |
| テネシー州           | 12       | 133,021                       | 52.80                         | 12                            | 54,041                        | 21.45                         | -                             | 60,475                    | 24.00                     | -                         | 3,564                              | 1.41                               | -                                  | 832                         | 0.33                        | -                           | -                                   | -                                   | -                                   | 72,546    | 28.80  | 251,933    | TN   |
| テキサス州           | 20       | 221,589                       | 72.62                         | 20                            | 28,853                        | 9.46                          | -                             | 26,755                    | 8.77                      | -                         | 25,743                             | 8.44                               | -                                  | 1,738                       | 0.57                        | -                           | 442                                 | 0.14                                | -                                   | 192,736   | 63.17  | 305,120    | TX   |
| ユタ州               | 4        | 36,579                        | 32.55                         | -                             | 24,174                        | 21.51                         | -                             | 42,100                    | 37.46                     | 4                         | 9,023                              | 8.03                               | -                                  | -                           | -                           | -                           | 510                                 | 0.45                                | -                                   | -5,521    | -4.91  | 112,386    | UT   |
| バーモント州         | 4        | 15,354                        | 24.43                         | -                             | 22,132                        | 35.22                         | -                             | 23,332                    | 37.13                     | 4                         | 928                                | 1.48                               | -                                  | 1,095                       | 1.74                        | -                           | -                                   | -                                   | -                                   | -1,200    | -1.91  | 62,841     | VT   |
| バージニア州         | 12       | 90,332                        | 65.95                         | 12                            | 21,776                        | 15.90                         | -                             | 23,288                    | 17.00                     | -                         | 820                                | 0.60                               | -                                  | 709                         | 0.52                        | -                           | 50                                  | 0.04                                | -                                   | 67,044    | 48.95  | 136,975    | VA   |
| ワシントン州         | 7        | 86,840                        | 26.90                         | -                             | 113,698                       | 35.22                         | 7                             | 70,445                    | 21.82                     | -                         | 40,134                             | 12.43                              | -                                  | 9,810                       | 3.04                        | -                           | 1,872                               | 0.58                                | -                                   | -26,858   | -8.32  | 322,799    | WA   |
| ウェストバージニア州 | 8        | 113,197                       | 42.11                         | 8                             | 79,112                        | 29.43                         | -                             | 56,754                    | 21.11                     | -                         | 15,248                             | 5.67                               | -                                  | 4,517                       | 1.68                        | -                           | -                                   | -                                   | -                                   | 34,085    | 12.68  | 268,828    | WV   |
| ウィスコンシン州     | 13       | 164,230                       | 41.06                         | 13                            | 62,448                        | 15.61                         | -                             | 130,596                   | 32.65                     | -                         | 33,476                             | 8.37                               | -                                  | 8,584                       | 2.15                        | -                           | 632                                 | 0.16                                | -                                   | 33,634    | 8.41   | 399,975    | WI   |
| ワイオミング州       | 3        | 15,310                        | 36.20                         | 3                             | 9,232                         | 21.83                         | -                             | 14,560                    | 34.42                     | -                         | 2,760                              | 6.53                               | -                                  | 434                         | 1.03                        | -                           | -                                   | -                                   | -                                   | 750       | 1.77   | 42,296     | WY   |
| 合計:                | 531      | 6,296,284                     | 41.84                         | 435                           | 4,122,721                     | 27.40                         | 88                            | 3,486,242                 | 23.17                     | 8                         | 901,551                            | 5.99                               | -                                  | 208,156                     | 1.38                        | -                           | 29,324                              | 0.19                                | -                                   | 2,173,563 | 14.44  | 15,048,834 | US   |

### 接戦だった州
青字は民主党、赤字は共和党、薄緑字は進歩党が勝利したことを示す。数字は得票率の差。
得票率差1%未満 (選挙人数13):
1. カリフォルニア州, 0.03%

得票率差1%以上5%未満 (選挙人数142):
1. アイダホ州, 1.05%
2. イリノイ州, 1.62%
3. ワイオミング州, 1.77%
4. バーモント州, 1.91%
5. メイン州, 2.02%
6. ニューハンプシャー州, 2.04%
7. コネチカット州, 3.28%
8. ロードアイランド州, 3.48%
9. マサチューセッツ州, 3.58%
10. ペンシルベニア州, 4.04%
11. ノースダコタ州, 4.42%
12. アイオワ州, 4.77%
13. ユタ州, 4.91%

得票率差5%以上10%未満 (選挙人数73):
1. ニューメキシコ州, 5.48%
2. ミネソタ州, 5.81%
3. カンザス州, 6.42%
4. モンタナ州, 6.87%
5. オレゴン州, 6.91%
6. ニュージャージー州, 7.60%
7. ワシントン州, 8.32%
8. ウィスコンシン州, 8.41%
9. サウスダコタ州, 8.48%

## その後
ブル・ムース党は信頼される第3の政党になることができず、力を失って終わった。その候補者は1914年の選挙でも結果は芳しくなかった。1916年には消滅し、ルーズベルトに従った大半の党員は共和党に復党した。しかし、タフトの保守派が1912年以後も党と綱領を支配し、ハロルド・L・イケスのような進歩派数人は、より革新的な民主党に鞍替えした。
1912年の選挙は、ロバート・カウリーによって編集された『そのとき歴史が変わっていれば』（What If? 2）シリーズで、ジョン・ルカクスによるもう1つの歴史、『1912年、セオドア・ルーズベルトの選挙』で話題にされた。

### 一次史料
- Wilson, Woodrow (1956). John Wells Davidson, ed.. ed. A Crossroads of Freedom, the 1912 Campaign Speeches